# Saint-Marceau (Sarthe)
Saint-Marceau és un municipi francès situat al departament del Sarthe i a la regió de País del Loira. L'any 2007 tenia 458 habitants.

## Demografia

### Població
El 2007 la població de fet de Saint-Marceau era de 458 persones. Hi havia 184 famílies de les quals 49 eren unipersonals (33 homes vivint sols i 16 dones vivint soles), 61 parelles sense fills i 74 parelles amb fills.
La població ha evolucionat segons el següent gràfic:
Habitants censats

### Habitatges
El 2007 hi havia 228 habitatges, 185 eren l'habitatge principal de la família, 36 eren segones residències i 7 estaven desocupats. 226 eren cases i 1 era un apartament. Dels 185 habitatges principals, 148 estaven ocupats pels seus propietaris, 34 estaven llogats i ocupats pels llogaters i 3 estaven cedits a títol gratuït; 2 tenien una cambra, 18 en tenien dues, 27 en tenien tres, 55 en tenien quatre i 83 en tenien cinc o més. 130 habitatges disposaven pel capbaix d'una plaça de pàrquing. A 79 habitatges hi havia un automòbil i a 80 n'hi havia dos o més.

### Piràmide de població
La piràmide de població per edats i sexe el 2009 era:
| Homes | Edats   | Dones |
| ----- | ------- | ----- |
| 4     | 95 o +  | 0     |
| 0     | 90 a 94 | 0     |
| 0     | 85 a 89 | 8     |
| 0     | 80 a 84 | 8     |
| 20    | 75 a 79 | 12    |
| 4     | 70 a 74 | 8     |
| 8     | 65 a 69 | 0     |
| 12    | 60 a 64 | 28    |
| 24    | 55 a 59 | 0     |
| 20    | 50 a 54 | 20    |
| 8     | 45 a 49 | 12    |
| 8     | 40 a 44 | 20    |
| 8     | 35 a 39 | 8     |
| 16    | 30 a 34 | 8     |
| 8     | 25 a 29 | 12    |
| 8     | 20 a 24 | 8     |
| 16    | 15 a 19 | 16    |
| 16    | 10 a 14 | 12    |
| 12    | 5 a 9   | 12    |
| 0     | 0 a 4   | 16    |

## Economia
El 2007 la població en edat de treballar era de 280 persones, 200 eren actives i 80 eren inactives. De les 200 persones actives 185 estaven ocupades (104 homes i 81 dones) i 15 estaven aturades (8 homes i 7 dones). De les 80 persones inactives 27 estaven jubilades, 23 estaven estudiant i 30 estaven classificades com a «altres inactius».

### Ingressos
El 2009 a Saint-Marceau hi havia 200 unitats fiscals que integraven 499 persones, la mediana anual d'ingressos fiscals per persona era de 16.162 €.

### Activitats econòmiques
Dels 7 establiments que hi havia el 2007, 1 era d'una empresa alimentària, 1 d'una empresa de fabricació d'altres productes industrials, 1 d'una empresa de construcció, 1 d'una empresa d'hostatgeria i restauració i 3 d'empreses classificades com a «altres activitats de serveis».
Dels 4 establiments de servei als particulars que hi havia el 2009, 3 eren perruqueries i 1 restaurant.
L'únic establiment comercial que hi havia el 2009 era una fleca.
L'any 2000 a Saint-Marceau hi havia 12 explotacions agrícoles que ocupaven un total de 270 hectàrees.

## Equipaments sanitaris i escolars
El 2009 hi havia una escola elemental integrada dins d'un grup escolar amb les comunes properes formant una escola dispersa.

## Poblacions més properes
El següent diagrama mostra les poblacions més properes.